# Frida Kempff
Frida Kempff, född 1977 i Sala, är en svensk filmregissör och manusförfattare.
Kempff började arbeta med tv och film i slutet av 1990-talet. Sedan dess har hon varit verksam som producent, reporter och regissör för flera TV- och dokumentärproduktioner. År 2006 utexaminerades hon från Stockholms dramatiska högskola, SADA. 2010 regisserade hon kortdokumentären Micky badar som vann jurypriset vid Filmfestivalen i Cannes  och 2015  långfilmsdebuterade hon med filmen Vinterboj, som nominerades till priset för bästa nordiska dokumentärfilm vid Göteborgs Filmfestival.  År 2021 hade hennes film Knackningar premiär på Sundance Film Festival.
År 2024 hade hennes biografiska film Den svenska torpeden, om långsimmaren Sally Bauer, premiär. Filmen mötte god kritik och nominerades till åtta priser vid Guldbaggegalan 2025, varav den vann fyra. Filmen nominerades bland annat till Bästa film och Kempff nominerades till Bästa manus tillsammans med Marietta von Hausswolff von Baumgarten.

## Filmografi
Regi
- 2002 – Samma visa varje år
- 2003 – Hjärtat i Arsenal
- 2006 – Sharaf Hjältar
- 2006 – Psykobalett
- 2010 – Micky badar
- 2011 – Medan du var borta
- 2013 – Sound of Silence
- 2015 – Vinterboj
- 2016 – Älskade unge
- 2017 – Varg (kortfilm)
- 2021 – Knackningar
- 2024 – Den svenska torpeden